# Laheküla (Maasi)
Koordinaten: 58° 34′ N, 23° 3′ O
Laheküla war bis 2017 ein eigenständiges Dorf (estnisch küla) in der Landgemeinde Orissaare auf der größten estnischen Insel Saaremaa, dann wurde es bei der Bildung der neuen Landgemeinde Saaremaa ein Teil des Dorfes Maasi.
Das Dorf hat 21 Einwohner (Stand 31. Dezember 2011). Er liegt direkt an der Ostsee, nordwestlich von Orissaare.